# EFL League One
Sky Bet League One er den næstbedste række i The Football League, og den tredje bedste række i det engelske ligasystem. Den bliver kaldt League One. Rækken har en sponsor og den rette betegnelse er derfor Sky Bet League One.
For overblik i de engelske ligaer se: Ligasystemet i engelsk fodbold

## Rækken
Divisionen har 24 hold. Alle holdene møder hinanden 2 gange i løbet af sæsonen (en gang hjemme, og en gang ude). En sejr giver tre point, uafgjort giver 1 point mens nederlag giver 0 point. Ved slutningen af hver sæson rykkes de to bedste klubber sammen med vinderen af slutspillet, op til EFL Championship og erstattes af de tre klubber, der sluttede i bunden af den. Tilsvarende er de fire klubber, der sluttede i bunden af EFL League One, degraderet til EFL League Two og erstattes af de tre bedste klubber og den klub, der vandt slutspillet i den division.

## Historie
3. division var navnet fra og med 1958/59
Blev omdøbt til 2.division, da Premier League blev oprettet fra og med sæsonen 1992/93
Football League One har været divisionens navn siden sæsonen 2004/05 indtil man i 2013 omdøb ligaens navn til EFL Sky Bet League One.

## Klubber i Sky Bet League One 2025/26-sæsonen
| Klub                | Sidste sæsons placering                  | Lokation                 | Stadion                      | Kapacitet |
| ------------------- | ---------------------------------------- | ------------------------ | ---------------------------- | --------- |
| AFC Wimbledon       | 5. i League Two (oprykket via play-offs) | London (Wimbledon)       | Plough Lane                  | 9.215     |
| Barnsley            | 12.                                      | Barnsley                 | Oakwell                      | 23.287    |
| Blackpool           | 9.                                       | Blackpool                | Bloomfield Road              | 16.500    |
| Bolton Wanderers    | 8.                                       | Horwich                  | Toughsheet Community Stadium | 28.723    |
| Bradford City       | 3. oprykket fra League Two               | Bradford                 | Valley Parade                | 24.840    |
| Burton Albion       | 20.                                      | Burton upon Trent        | Pirelli Stadium              | 6.912     |
| Cardiff City        | 24. nedrykket fra Championship           | Cardiff                  | Cardiff City Stadium         | 33.280    |
| Doncaster Rovers    | 1. oprykket fra League Two               | Doncaster                | Eco-Power Stadium            | 15.231    |
| Exeter City         | 16.                                      | Exeter                   | St. James Park               | 8.720     |
| Huddersfield Town   | 10.                                      | Huddersfield             | Kirklees Stadium             | 24.121    |
| Leyton Orient       | 6.                                       | London (Leyton)          | Brisbane Road                | 9.271     |
| Lincoln City        | 11.                                      | Lincoln                  | Sincil Bank                  | 10.669    |
| Luton Town          | 22. nedrykket fra Championship           | Luton                    | Kenilworth Road              | 12.056    |
| Mansfield Town      | 17.                                      | Mansfield                | Field Mill                   | 9.186     |
| Northampton Town    | 19.                                      | Northampton (Sixfields)  | Sixfields Stadium            | 8.200     |
| Peterborough United | 18.                                      | Peterborough             | London Road Stadium          | 13.511    |
| Plymouth Argyle     | 23. nedrykket fra Championship           | Plymouth                 | Home Park                    | 17.900    |
| Port Vale           | 2. oprykket fra League Two               | Stoke-on-Trent (Burslem) | Vale Park                    | 15.036    |
| Reading             | 7.                                       | Reading                  | Madejski Stadium             | 24.161    |
| Rotherham United    | 13.                                      | Rotherham                | New York Stadium             | 12.021    |
| Stevenage           | 14.                                      | Stevenage                | Broadhall Way                | 7.800     |
| Stockport County    | 3.                                       | Stockport (Edgeley)      | Edgeley Park                 | 10.852    |
| Wigan Athletic F.C. | 15.                                      | Wigan                    | Brick Community Stadium      | 25.138    |
| Wycombe Wanderers   | 5.                                       | High Wycombe             | Adams Park                   | 10,137    |

## Resultater

### League vindere, finalister og play-off vindere
| Season    | Winner                  | Runner-up           | Promoted Play-off Winner (Position) |
| --------- | ----------------------- | ------------------- | ----------------------------------- |
| 1999-2000 | Preston North End       | Burnley             | Wigan Athletic (4)                  |
| 2000-01   | Millwall                | Rotherham United    | Walsall (4)                         |
| 2001-02   | Brighton & Hove Albion  | Reading             | Stoke City (5.)                     |
| 2002-03   | Wigan Athletic          | Crewe Alexandra     | Cardiff (6.)                        |
| 2003-04   | Plymouth Argyle         | Queen park Rangers  | Brighton & Hove Albion (4.)         |
| 2004–05   | Luton Town              | Hull City           | Sheffield Wednesday (5..)           |
| 2005–06   | Southend United         | Colchester United   | Barnsley (5.)                       |
| 2006–07   | Scunthorpe United       | Bristol City        | Blackpool (3.)                      |
| 2007–08   | Swansea City            | Nottingham Forest   | Doncaster Rovers (3.)               |
| 2008–09   | Leicester City          | Peterborough United | Scunthorpe United (6.)              |
| 2009–10   | Norwich City            | Leeds United        | Millwall (3.)                       |
| 2010–11   | Brighton & Hove Albion  | Southampton         | Peterborough United (4.)            |
| 2011–12   | Charlton Athletic       | Sheffield Wednesday | Huddersfield Town (4.)              |
| 2012–13   | Doncaster Rovers        | AFC Bournemouth     | Yeovil Town (4.)                    |
| 2013–14   | Wolverhampton Wanderers | Brentford           | Rotherham United (4.)               |
| 2014–15   | Bristol City            | Milton Keynes Dons  | Preston North End (3.)              |
| 2015–16   | Wigan Athletic          | Burton Albion       | Barnsley (6.)                       |
| 2016–17   | Sheffield United        | Bolton Wanderers    | Millwall (6.)                       |
| 2017–18   | Wigan Athletic          | Blackburn Rovers    | Rotherham United (4.)               |
| 2018–19   | Luton Town              | Barnsley            | Charlton Athletic (3.)              |
| 2019–20   | Coventry City           | Rotherham United    | Wycombe Wanderers (3.)              |
| 2020–21   | Hull City               | Peterborough United | Blackpool (3.)                      |
| 2021–22   | Wigan Athletic          | Rotherham United    | Sunderland (5.)                     |
| 2022–23   | Plymouth Argyle         | Ipswich Town        | Sheffield Wednesday (3.)            |
| 2023–24   | Portsmouth              | Derby County        | Oxfo. United (5.)                   |
| 2024–25   | Birmingham City F.C.    | Wrexham             | Charlton Athletic (4.)              |

Nedrykkede hold (fra League One til League Two)
| Season    | Clubs                                                                                      |
| --------- | ------------------------------------------------------------------------------------------ |
| 1999-2000 | Cardiff (44), Blackpool (41), Scunthorpe United (39), Chesterfield (36)                    |
| 2000-01   | Bristol Rovers (51), Luton Town (40), Swansea City (37), Oxfo. United (27)                 |
| 2001-02   | AFC Bournemouth (44), Bury (44), Wrexham (43), Cambridge United (34)                       |
| 2002-03   | Cheltenham Town (48), Huddersfield (45), Mansfield (44), Northampton Town (39)             |
| 2003-04   | Grimsby (50), Rushden and D. (48), Notts County (42), Wycombe Wanderers (37)               |
| 2004–05   | Torquay United (51), Wrexham (43), Peterborough United (39), Stockport County (26)         |
| 2005–06   | Hartlepool United (50), Milton Keynes Dons (50), Swindon Town (48), Walsall (47)           |
| 2006–07   | Chesterfield (47), Bradford City (47), Rotherham United (38), Brentford (37)               |
| 2007–08   | AFC Bournemouth (48), Gillingham (46), Port Vale (38), Luton Town (33)                     |
| 2008–09   | Northampton Town (49), Crewe Alexandra (46), Cheltenham Town (39), Hereford United (34)    |
| 2009–10   | Gillingham (50), Wycombe Wanderers (45), Southend United (43), Stockport County (25)       |
| 2010–11   | Dagenham & Redbridge (47), Bristol Rovers (45), Plymouth Argyle (42), Swindon Town (41)    |
| 2011–12   | Wycombe Wanderers (43), Chesterfield (42), Exeter City (42), Rochdale (38)                 |
| 2012–13   | Scunthorpe United (48), Bury (41), Hartlepool United (41), Portsmouth (32)                 |
| 2013–14   | Stevenage (47), Shrewsbury Town (45), Carlisle United (42), Tranmere Rovers (42)           |
| 2014–15   | Notts County (50), Crawley Town (50), Leyton Orient (49), Yeovil Town (40)                 |
| 2015–16   | Doncaster Rovers (46), Blackpool (46), Colchester United (40), Crewe Alexandra (34)        |
| 2016–17   | Port Vale (49), Swindon Town (44), Coventry City (39), Chesterfield (37)                   |
| 2017–18   | Oldham Athletic (50), Northampton Town (47), Milton Keynes Dons (45), Bury (36)            |
| 2018–19   | Plymouth Argyle (50), Walsall (47), Scunthorpe United (46), Bradford City (41)             |
| 2019–20   | Tranmere Rovers (32), Southend United (19), Bolton Wanderers (14), Bury[a]                 |
| 2020–21   | Rochdale (47), Northampton Town (45), Swindon Town (43), Bristol Rovers (38)               |
| 2021–22   | Gillingham (40), Doncaster Rovers (38), AFC Wimbledon (37), Crewe Alexandra (29)           |
| 2022–23   | Milton Keynes Dons (45), Morecambe (44), Accrington Stanley (44), Forest Green Rovers (27) |
| 2023–24   | Cheltenham Town (44), Fleetwood Town (43), Port Vale (41), Carlisle United (30)            |
| 2024–25   | Crawley Town (46), Bristol Rovers (43), Cambridge United (38), Shrewsbury Town (33)        |

## Vindere af 3.division (niveau 3)
- 1958/59: Plymouth Argyle F.C.
- 1959/60: Southampton F.C.
- 1960/61: Bury F.C.
- 1961/62: Portsmouth F.C.
- 1962/63: Northampton Town
- 1963/64: Coventry City
- 1964/65: Carlisle United
- 1965/66: Hull City
- 1966/67: Queens Park Rangers
- 1967/68: Oxford United
- 1968/69: Watford F.C.
- 1969/70: Leyton Orient
- 1970/71: Preston North End
- 1971/72: Aston Villa
- 1972/73: Bolton Wanderers
- 1973/74: Oldham Athletic
- 1974/75: Blackburn Rovers
- 1975/76: Hereford United
- 1976/77: Mansfield Town
- 1977/78: Wrexham A.F.C.
- 1978/79: Shrewsbury Town
- 1979/80: Grimsby Town
- 1980/81: Rotherham
- 1981/82: Burnley F.C.
- 1982/83: Portsmouth F.C. (2)
- 1983/84: Oxford United (2)
- 1984/85: Bradford City
- 1985/86: Reading FC
- 1986/87: A.F.C. Bournemouth
- 1987/88: Sunderland A.F.C.
- 1988/89: Wolverhampton Wanderers
- 1989/90: Bristol Rovers
- 1990/91: Cambridge United
- 1991/92: Brentford F.C.

## Vindere af 2.division (niveau 3)
- 1992/93: Stoke City
- 1993/94: Reading FC (2)
- 1994/95: Birmingham City
- 1995/96: Swindon Town
- 1996/97: Bury F.C. (2)
- 1997/98: Watford F.C. (2)
- 1998/99: Fulham F.C.
- 1999/00: Preston North End (2)
- 2000/01: Millwall F.C.
- 2001/02: Brighton & Hove Albion
- 2002/03: Wigan Athletic FC
- 2003/04: Plymouth Argyle F.C. (2)

## Vindere af EFL League One (niveau 3)
- 2004/05: Luton Town
- 2005/06: Southend United
- 2006/07: Scunthorpe United
- 2007/08: Swansea City
- 2008/09: Leicester City
- 2009/10: Norwich City
- 2010/11: Brighton & Hove Albion (2)
- 2011/12: Charlton Athletic
- 2012/13: Doncaster Rovers
- 2013/14: Wolverhampton Wanderers (2)
- 2014/15: Bristol City
- 2015/16: Wigan Athletic (2)
- 2016/17: Sheffield United
- 2017/18: Wigan Athletic (3)
- 2018/19: Luton Town (2)
- 2019/20: Coventry City (2)
- 2020/21: Hull City (2)
- 2021/22: Wigan Athletic (4)
- 2022/23: Plymouth Argyle F.C. (3)
- 2023/24: Portsmouth F.C. (3)
- 2024/25: Birmingham City F.C. (2)

## Topscorere
| Sæson   | Topscorer            | Klub                | Mål   |
| ------- | -------------------- | ------------------- | ----- |
| 2004–05 | Stuart Elliott       | Hull City           | 27    |
| 2004–05 | Dean Windass         | Bradford City       | 27    |
| 2005–06 | Freddy Eastwood      | Southend United     | 23    |
| 2005–06 | Billy Sharp          | Scunthorpe United   | 23    |
| 2006–07 | Billy Sharp          | Scunthorpe United   | 30    |
| 2007–08 | Jason Scotland       | Swansea City        | 24    |
| 2008–09 | Simon Cox            | Swindon Town        | 29    |
| 2008–09 | Rickie Lambert       | Bristol Rovers      | 29    |
| 2009–10 | Rickie Lambert       | Southampton         | 30    |
| 2010–11 | Craig Mackail-Smith  | Peterborough United | 27    |
| 2011–12 | Jordan Rhodes        | Huddersfield Town   | 36    |
| 2012–13 | Paddy Madden         | Yeovil Town         | 22    |
| 2013–14 | Sam Baldock          | Bristol City        | 24    |
| 2014–15 | Joe Garner           | Preston North End   | 26    |
| 2015–16 | Will Grigg           | Wigan Athletic      | 25    |
| 2016–17 | Billy Sharp          | Sheffield United    | 30    |
| 2017–18 | Jack Marriott        | Peterborough United | 27    |
| 2018–19 | James Collins        | Luton Town          | 25    |
| 2019–20 | Ivan Toney           | Peterborough United | 24[b] |
| 2020–21 | Jonson Clarke-Harris | Peterborough United | 31    |
| 2021–22 | Will Keane           | Wigan Athletic      | 26    |
| 2022–23 | Conor Chaplin        | Ipswich Town        | 26    |
| 2022–23 | Jonson Clarke-Harris | Peterborough United | 26    |
| 2023–24 | Alfie May            | Charlton Athletic   | 23    |
| 2024–25 | Charlie Kelman       | Leyton Orient       | 21    |

## Ekstern Henvisning
League 1's hjemmeside Arkiveret 3. juni 2014 hos  Wayback Machine